# 알레치호른
알레치호른(Aletschhorn, 해발 4,194m)은 유네스코에 의해 세계문화유산으로 지정된 융프라우-알레치 지역에 위치한 스위스 알프스의 산이다. 산은 그 이름의 일부를 산기슭에 있는 알레치 빙하와 공유한다.
핀스터아어호른 다음으로 베른 알프스에서 두 번째로 높은 산인 알레치호른은 더 높은 봉우리 중 발레주에 완전히 자리 잡고 있는 유일한 산이다. 그것은 분할 능선과 평행하게 달리고 주요 봉우리의 높이에서 능선을 능가하는 사슬의 정점이다. 따라서 베른 알프스의 주요 범위와 페나인 산맥 사이에 서서 주변의 높은 봉우리와 관련하여 중앙 위치를 차지하는 이점을 비취호른과 공유한다. 알레치호른은 종종 알프스 정상에서 가장 멋진 파노라마 전망을 제공한다들 한다.

## 지리
북쪽 측면에는 알레치 빙하의 일부인 알레치피른이 있다. 남서쪽에는 오버알레치 빙하가 있고 남동쪽에는 미텔알레치 빙하가 있다. 둘 다 알레치 빙하에서 시작하여 론강으로 끝나는 마사강의 집수 지역에 있다. 빙하 한가운데의 외딴 위치 덕분에 알레치호른은 그 높이에도 불구하고 북쪽으로 약 10km 떨어진 융프라우와 아이거 정상보다 방문 빈도가 낮고, 덜 알려져 있다.

## 등반사

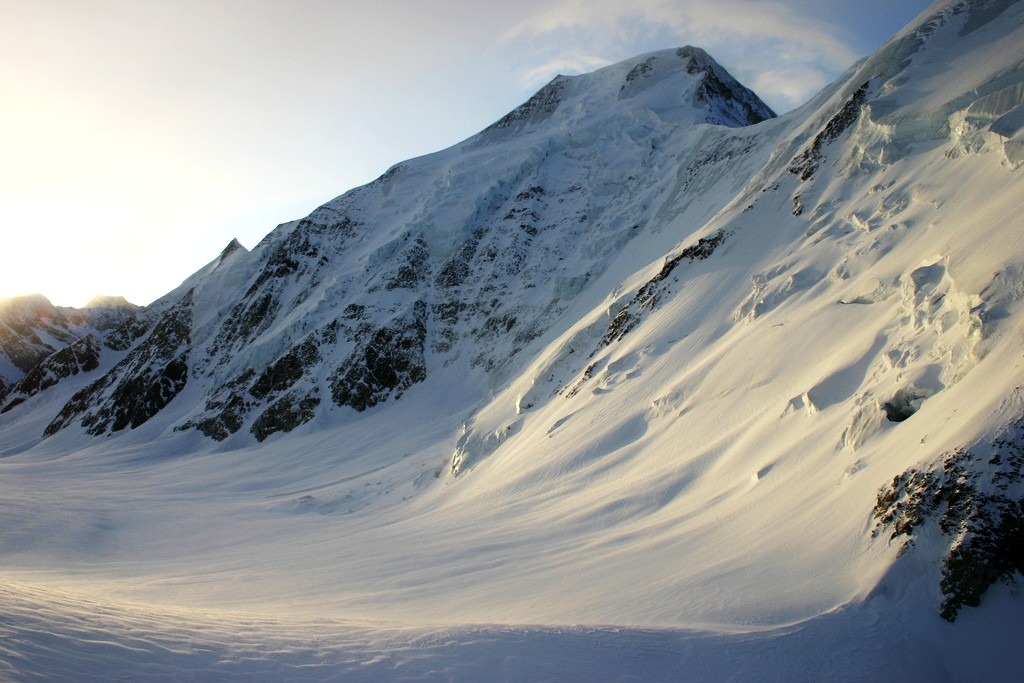
뢰첸뤼케에서 본 알레치호른의 북벽

알레치호른은 융프라우를 처음 등정한 지 거의 50년 만에 처음 등정되었다. 융프라우를 처음 등반했을 때 등반가들은 알레치호른 기슭의 알레치피른에 있는 베이스 캠프를 사용했다.
알레치호른은 프란시스 폭스 투케트(Francis Fox Tuckett), JJ 베넨, V. 타이라츠 및 P. 보렌에 의해 1859년에 처음으로 등반이 진행되었다. 일행은 미텔 알레치 빙하(산 동쪽) 위의 바위에 있는 몇 개의 구멍에서 밤을 보냈고, 다음 날 아침인 6월 18일에 등반을 시작하여 그라이크호른을 연결하는 눈 아레트에 도착했다. 메인 피크와 함께. 눈이 완전히 굳기 전인 연초에 이 아레트를 따라 가는 길에는 약간의 위험과 50°의 각도로 누워 있는 네베(névé)의 경사가 필요했으며 주의와 좋은 계단식 절단이 필요했다. 하지만 큰 어려움 없이 정상에 오를 수 있었다. 다른 많은 등반가들처럼 투케트는 기압계를 가지고 과학적 관찰을 했다. 그는 얼음 기온과 매우 강한 바람이 눈을 날리고 등반가를 넘어뜨릴 정도로 위협하는 것을 주목했다.

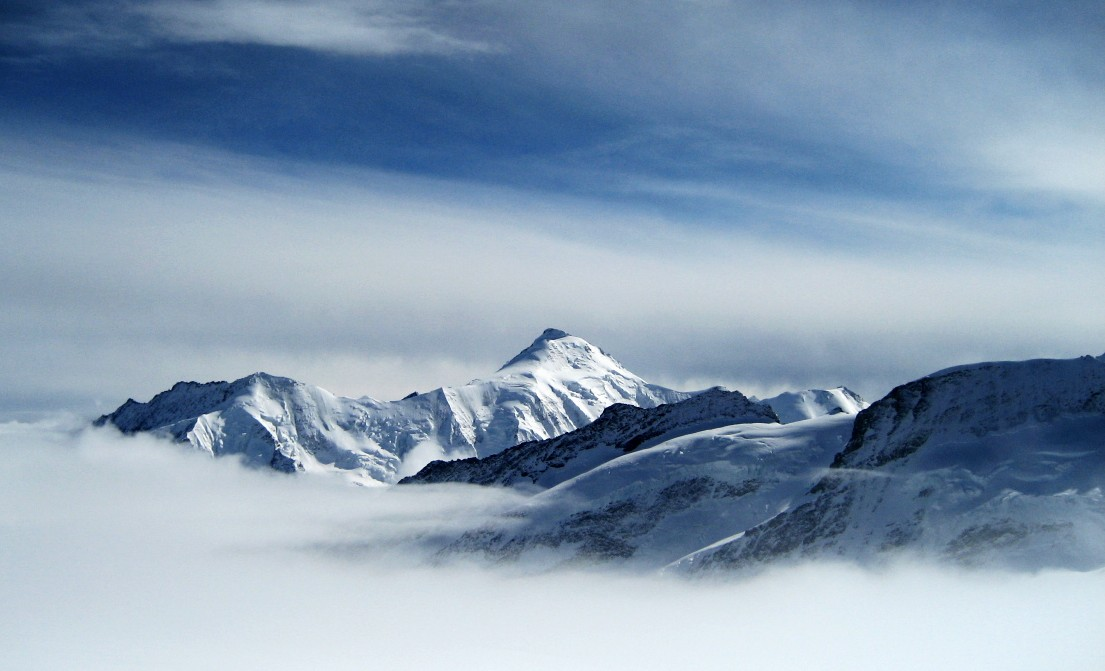
융프라우요흐에서 본 알레치호른

정상에 도달한 후 투케트는 베넨에서 분리되어 보렌과 타이라츠와 함께 북벽으로 내려왔다. 그는 뢰첸탈로 직접 내려가고 싶었지만, 하강을 시작한 직후 등반가의 발 바로 아래에서 눈사태가 시작되었다. 그들은 조심스럽게 뒤로 물러나 미텔라레치로 내려갔다.

## 등반로

### 북동부 능선
- 난이도 : PD+
- 출발점 : 미텔알레치비박 (3,013 m)
- 계 곡 : 피셔 (1,049 m)

### 남서부 능선
- 난이도 : AD, II
- 출발점 : 오버알레치휘테 (3,013 m)
- 계 곡 : 블라텐 바이 나터스 (1,049 m)